# 弹道明胶

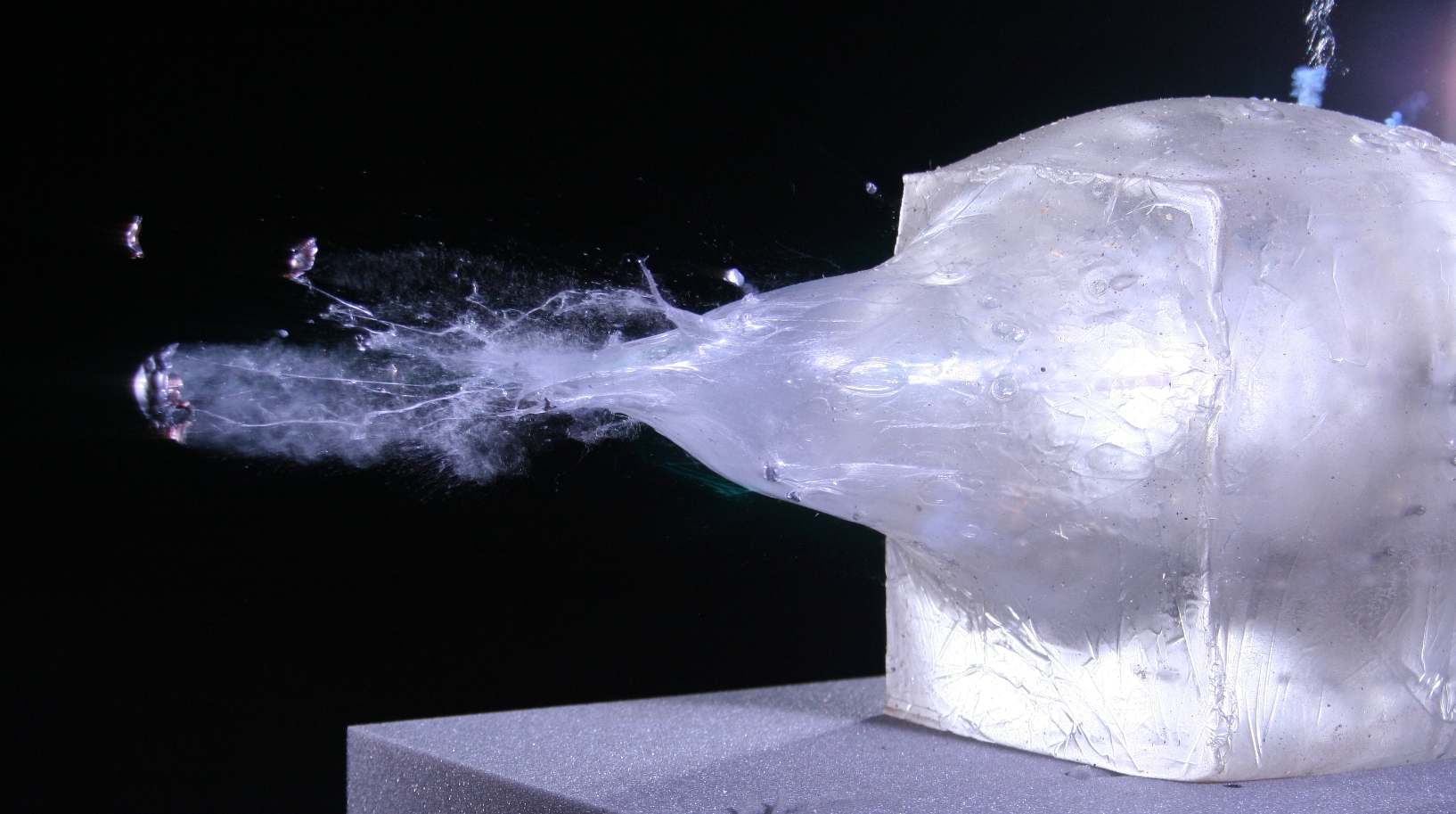
.243 Win弹头击穿弹道明胶的瞬间

弹道明胶（ballistic gelatin），也称弹道凝胶（ballistic gel），是一种源自瘦猪肉的凝固明胶水溶液，因为密度和黏度与人体肌肉和软组织相近，因此常常被用于终端弹道学中作为模拟各种远射武器的抛射物毁伤效果的标准试验介质，由美国军医、赖特曼陆军研究所（Letterman Army Institute of Research）创伤弹道学实验室的创始人马丁·法克勒（Martin L. Fackler，1933～2015）研发改进。虽然弹道明胶无法比拟人体肌肉的真正抗拉强度，更不能模拟皮肤和骨骼等更韧更硬的组织，但是在高速弹道测试中的模拟效果仍然良好。

## 制剂成分
最常用的制法是将一份250A布鲁姆值（Bloom）的明胶粉缓慢混入九份温水形成10％浓度的溶液，然后冷却至4 °C（39 °F）使其凝固。旧的北约配方则是混成20％浓度的溶液后冷却至10 °C（50 °F），但这样成本更高。马丁·法克勒在1988年发表的研究论文中建议水温不要超过40 °C（104 °F），否则会明显影响弹道性能。由天然明胶制成的弹道明胶通常为透明的棕黄色，并且是一次性使用；人工合成原料制成的明胶成本更贵，但却无色透明更利于从外部观察，而且有些产品可以融化后回收再用。
为了保证数据精确，通常会在使用前用气枪对着明胶块发射一枚BB弹，同时用弹道测速仪读取枪口初速，结合穿透深度来进行校准。最常见的参照设置是美国移民及归化局使用的校准法，用183 ± 3 m/s（600 ± 10 ft/s）速度射入的BB弹穿透深度应该在8.3—9.5（3.27—3.74英寸）之间。在《Bullet Penetration》一书中，弹道学专家邓肯·麦克弗森（Duncan MacPherson）讲述了一种当BB弹速超出预期但是在180 ± 10 m/s（591 ± 33 ft/s）以内、以及射入弹道明胶后偏离预期深度2英寸（51）以内时的校准法。

## 用处
因为弹道明胶可以模仿哺乳动物软组织的物理属性，所以经常被用来测试各种膨胀型弹头（比如空尖弹和软尖弹）。这些弹头在射入软组织后因为，前部受阻会发生局部的横向形变使得截面直径变大甚至碎裂成数块，弹体的动能会迅速消散传递给周边导致穿透力有限，但会造成很粗的创道和空穴现象造成二次冲击毁伤。虽然海牙公约禁止膨胀弹头在军事中使用，警用和民间自卫时常常会使用膨胀弹头来增加停止作用并降低过度穿透造成附带损害旁人的风险。
狩猎使用的子弹通常都会预先用弹道明胶来估测杀伤效果。猎杀小型猎物（比如土拨鼠和穴兔等农业害兽）通常需要使用高速的小口径弹药进行长距离射击，因此必须能够保证弹头在贯穿目标前完成体内膨胀，否则会造成附带损害而且还可能做不到致命。而猎杀体型大的猎物（比如白尾鹿和红鹿）则需要弹头能够穿透更深一些后再膨胀，因为这些动物的体表骨肉较厚可能会屏蔽重要器官使得弹头无法一击致命，从狩猎伦理和实用角度都是不理想的。
许多电视节目为了展现一些武器的性能，同时又能保证安全并被满足舆论正确的要求，会使用弹道明胶而不是用真人或动物产品来做试验。比如发现频道著名的科普节目《流言终结者》就经常用弹道明胶（有时还会嵌入天然或合成的骨头）去测试各种假说，除了枪械话题以外还包括“扑克牌镖”、“吊扇斩首”等事故流言。而美国历史频道的实竞节目《千锤百炼》也常常使用由弹道明胶塑成的人体模型去测试各种由参与者手工打造的格斗兵器。

## 更多参考
- MacPherson, Duncan. . El Segundo, CA: Ballistic Publications. 1994. ISBN 0-9643577-0-4.
- Fackler ML, Malinowski JA. . Am J Forensic Med Pathol. September 1988, 9 (3): 218–9. PMID 3177350. doi:10.1097/00000433-198809000-00008.
- Jussila J. . Forensic Science International. 2004-05-10, 141 (2–3): 91–98. PMID 15062946. doi:10.1016/j.forsciint.2003.11.036.
- Putting Bullets to the Test, Officer.com
- 1998 INS testing procedure, detailing how ballistic gelatin is used to test service cartridges for a wide variety of situations.
- INLDT Report: Ballistic Gelatin （页面存档备份，存于）, Penn State Applied Research Laboratory